# 안토니오 율리아노
안토니오 율리아노(이탈리아어: Antonio Juliano, 1943년 1월 1일~2023년 12월 13일)는 이탈리아의 전직 축구 선수로, 현역 시절 미드필더로 활약했다. 창의적인 플레이메이커로, 지도력, 기술 역량, 공 제어 능력은 물론 시야, 체력, 그리고 공넘김에도 통달한 것으로 회자된다.

## 클럽 경력

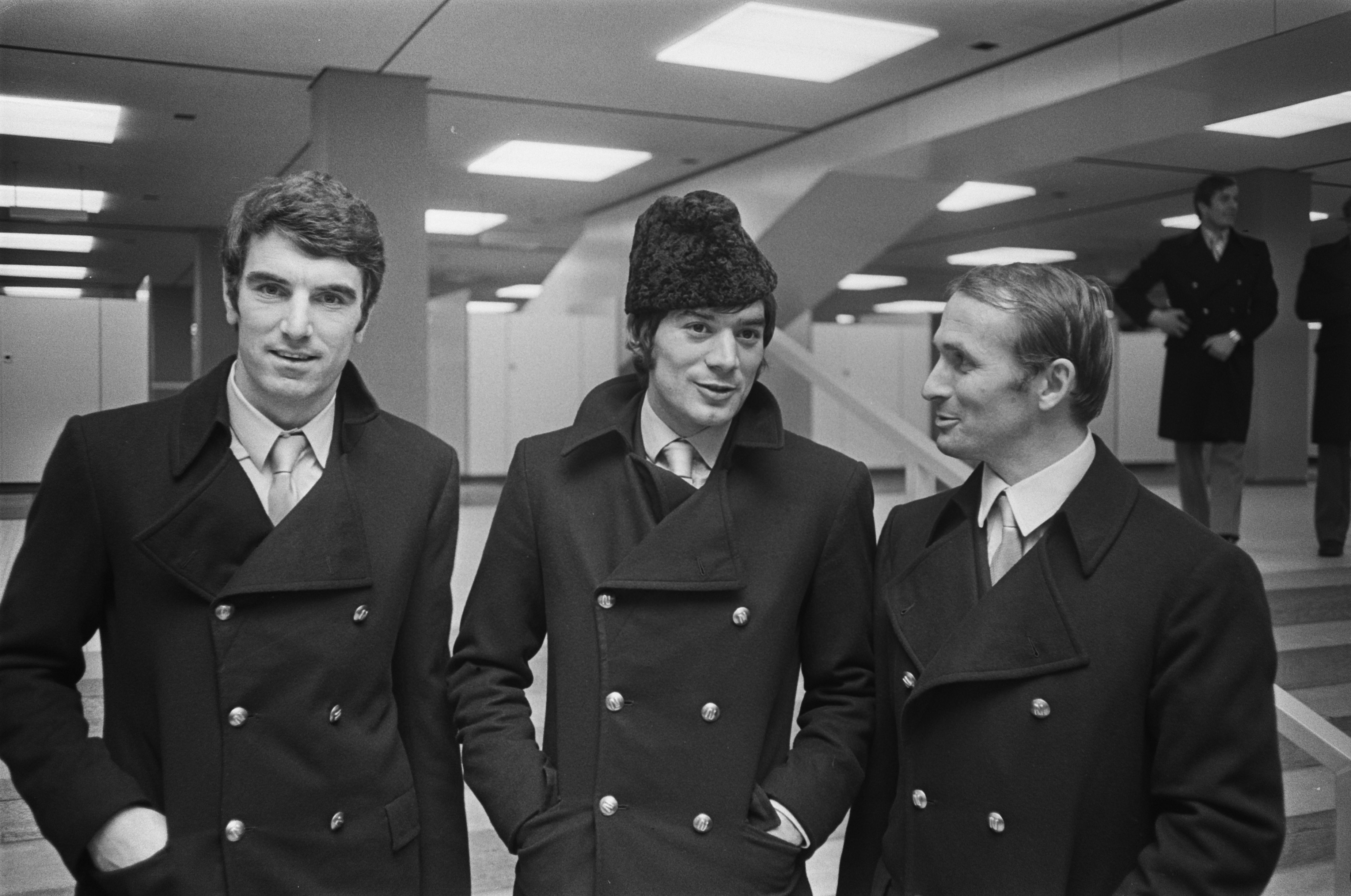
1970년, 디노 초프(좌측), 쿠르트 함린(우측)과 함께 촬영된 율리아노(가운데)

율리아노는 현역 시절 대부분을 나폴리(1962~78)에서 보내며 1966년에 코파 델레 알피를 우승했고, 1976년에는 코파 이탈리아와 코파 디 레가 이탈로-앙글레세를 우승했다. 그는 볼로냐에서 1년을 더 활동하며 강등을 막은 후 1979년에 은퇴했다.

## 국가대표팀 경력
율리아노는 1966년부터 1974년까지 이탈리아 국가대표팀 경기에 18번 출전했고, 유로 1968의 우승 선수단 일원이었다. 그는 이탈리아를 대표로 3번의 월드컵에 참가했다: (1966년 - 등번호 10번으로 참가, 1970년, 그리고 1974년) 그러나, 그가 직접 출전한 경기는 1-4로 패한 브라질과의 1970년 대회 결승전으로, 이마저도 교체 출전이었다.

## 은퇴 후
은퇴 후, 그는 나폴리에 단장으로 복귀해 1980년에 뤼트 크롤을, 1984년에 바르셀로나에서 디에고 마라도나를 영입하는데 공을 세웠다.

## 수상

### 클럽
나폴리
- 코파 이탈리아: 1975–76
- 코파 디 레가 이탈로-잉글레세: 1976
- 코파 델레 알피: 1966

### 국가대표팀
이탈리아
- 유럽 선수권 대회: 1968
- 월드컵 준우승: 1970